# エストレリータ (宝塚歌劇)
『エストレリータ』ー愛の星くずーは宝塚歌劇団のミュージカル作品。花組公演。
宝塚・東京公演の併演作品は『ジュエリー・メルヘン』、倉吉・米子・松江・出雲・益田・山口・田川・久留米・小倉・長崎・佐賀・都城・鹿児島・熊本・岡山・豊田・豊橋・伊勢は『ファースト・ラブ』。

## あらすじ
※『宝塚歌劇100年史（舞台編）』の宝塚大劇場公演のページを参照
1950年代のブラジル・リオデジャネイロの実業家を牛耳るサルバトール家の若き当主アントーニオには、宝石商を経営するアレンカールの娘シェイラという婚約者がいた。しかし、アレンカールは殺人事件の疑惑で逮捕され自殺し、シェイラは失踪してしまう。忙しいアントーニオに代わり、彼女を必死に探すのはアントーニオの親友のジュリアーノであった。彼は密かにシェイラを愛していた。

## 公演期間と公演場所
- 1981年10月2日 - 11月10日[4]（第一回・新人公演：10月13日[5]、第二回・新人公演：10月30日[5]）　宝塚大劇場
- 1981年12月4日 - 12月27日[6]（新人公演：12月16日[5]）　東京宝塚劇場
- 1982年6月12日 - 7月4日[3]　倉吉、米子、松江、出雲、益田、山口、田川、久留米、小倉、長崎、佐賀、都城、鹿児島、熊本、岡山、豊田、豊橋、伊勢

## 主な配役（宝塚・東京）
※「（）」の人物は新人公演・配役
- アントーニオ - 松あきら（宝塚第一回・東京：如月巳麗、宝塚第二回：櫂早春）[5]
- ジュリアーノ - 順みつき（宝塚第一回・東京：瀬川佳英、宝塚第二回：翼悠貴）[5]
- シェイラ - 若葉ひろみ（宝塚第一回・東京：ひびき美都、宝塚第二回：峰丘奈知）[5]

## 宝塚大劇場公演のデータ
形式名は「ミュージカル・ロマン」。15場。副題は「愛の星くず」。

### スタッフ（宝塚大劇場）
- 作・演出：柴田侑宏[4]
- 音楽[7]：寺田瀧雄、吉崎憲治
- 音楽指揮：野村陽児[7]
- 振付[7]：岡正躬、司このみ
- 装置：黒田利邦[7]
- 衣装：静間潮太郎[7]
- 照明：今井直次[8]
- 音響：松永浩志[8]
- 小道具：上田特市[8]
- 効果：扇野信夫[8]
- 演出助手[8]：正塚晴彦、谷正純
- 制作：田中拓助[8]

### 主な放送
- エストレリータ－愛の星くず－（’81年花組・宝塚）タカラヅカスカイステージ